# Goedkenita
La goedkenita és un mineral de la classe dels fosfats, que pertany al supergrup de la brackebuschita. Rep el nom en honor de Virgil Linus Goedken (Lamont, Iowa, EUA, 29 de novembre de 1940 - Tallahassee, Florida, EUA, 22 de desembre de 1992), un investigador que va fer avenços importants en l'estudi de la unió química en estructures organometàl·liques.

## Característiques
La goedkenita és un fosfat de fórmula química Sr₂Al(PO₄)₂(OH). Cristal·litza en el sistema monoclínic. La seva duresa a l'escala de Mohs és 5.
Segons la classificació de Nickel-Strunz, la goedkenita pertany a «08.BG: Fosfats, etc. amb anions addicionals, sense H₂O, amb cations de mida mitjana i gran, (OH, etc.):RO₄ = 0,5:1» juntament amb els següents minerals: arsentsumebita, bearthita, brackebuschita, gamagarita, tsumebita, arsenbrackebuschita, feinglosita, bushmakinita, tokyoïta, calderonita, melonjosephita i tancoïta.

## Formació i jaciments
Va ser descoberta a la mina Palermo No. 1, situada a la localitat de Groton, al comtat de Grafton (Nou Hampshire, Estats Units). Posteriorment també ha estat descrita a la pedrera Lupka, a Nitra, i a la localitat de Skýcov, totes dues poblacions a la regió de Nitra, a Eslovàquia. Aquests tres indrets són els únics de tot el planeta on ha estat descrita aquesta espècie mineral.